# Aynor
Aynor – miasto w Stanach Zjednoczonych, w stanie Karolina Południowa, w hrabstwie Horry.